# حسين رشدي باشا
حسين رشدي باشا (1863 - 1928)، هو سياسي مصري ورئيس وزراء مصر أربع مرات ما بين 1914 - 1919.

## النشأة
نجل محمود حمدي الكاتم الثاني لأسرار وزارة الداخلية، ومحافظ القاهرة، ووكيل الداخلية، وينحدر من إحدى الأسر الألبانية التي وفدت إلى مصر مع محمد علي على رأس الأسرة المالكة.
تلقى تعليمه في باريس على نفقة أهله، ثم انضم للبعثة الحكومية في فبراير عام 1883، وحصل على ليسانس الحقوق عام 1885، وعلى الدكتوراه من مدرسة باريس العالية، ونال دبلوم كلية العلوم السياسية من باريس.
عاد إلى مصر عام 1892، بناء على استدعاء من الخديوي عباس حلمي الثاني، واشترك مع أحمد شفيق – رئيس الديوان الخديوي- في وضع تقرير شامل عن حالة التعليم في مصر الذي طلبه منه الخديوي عباس الثاني.

## حياته السياسية
افتتح مكتباً للمحاماة، وعين في سلك الوظائف الحكومية فألتحق بقلم قضايا المالية عام 1892، وأثناء عمله هناك انتدب للتدريس بكلية الحقوق في أكتوبر عام 1893، ثم عمل مفتشاً للغات الأجنبية بالمعارف لمدة ست سنوات، وعهد إليه الخديوي عباس الثاني عام 1896 بإدارة مدرسة القبة، ووضع برامج لها، واختيار أساتذتها.
عين قاضياً بمحكمة مصر الابتدائية المختلطة (1899- 1905)، فمستشاراً بمحكمة الاستئناف (1906- 1907)، فمديراً لديوان الأوقاف (1904- 1908)، إلى أن اختير وزيراً للحقانية في عهد نظارة بطرس غالي (1908- 1910).
تولى مهام منصب ناظر الخارجية في نظارة محمد سعيد باشا الأولى (1910- 1913)، ثم صدر أمر عالي بتوليه نظارة الحقانية بدلاً من الخارجية.
رئيس مجلس الوزراء ووزير الداخلية في وزارته الأولى (5 إبريل 1914- 19 ديسمبر 1914)، وعندما غادر الخديوى عباس حلمى الثاني مصر لآخر مرة متجها إلى إسطنبول في 21 مايو 1914 أعلنه نائبا له فشغل منصب نائب الخديوى حتى قام الإنجليز بعزل الخديوى عباس حلمى الثاني وتعيين السلطان حسين كامل في 19 ديسمبر 1914 فقام حسين رشدى باشا بتشكيل وزارته الثانية (19 ديسمبر 1914- 9 أكتوبر 1917) واحتفظ فيها بمنصب وزير الداخلية، وقد استمرت وزارته بعد إعلان الحرب العالمية الأولى، وانفصال مصر عن تركيا وانضمامها إلى دول الحلفاء،
تبوأ منصب رئيس الوزراء ووزيرا الداخلية في وزارته الثالثة (10 أكتوبر 1917- 9 إبريل 1919)، ونسق حسين رشدي أثناء ثورة 1919 مع سعد زغلول ضرورة سفر وفد حكومي لعرض المطالب الوطنية، وأن يطلب سعد زغلول سفر وفد شعبي للغرض نفسه للمطالبة بإلغاء الحماية وحصول مصر على استقلالها، ولكن سلطات الاحتلال لم توافق على الطلبين فقدم حسين رشدي استقالته.
شكّل وزارته الرابعة (9 – 22 إبريل 1919)، وعين فيها وزيراً للمعارف مؤقتاً، واستقال بسبب إضراب الموظفين والعمال، وعدم استطاعته في إقناعهم بالعودة للعمل.
عين نائباً لرئيس مجلس الوزراء في وزارة عدلي يكن الأولى (16 مارس 1921 - 24 ديسمبر 1921)، وكان عضواً – في العام نفسه – في الوفد الرسمي لمفاوضة الإنجليز مع كيرزون، وزير الخارجية البريطانية، وقد رفض مشروع المعاهدة الذي عرضه الأخير.
تولى رئاسة لجنة الدستور 1922، التي تشكلت عقب تصريح 28 فبراير 1922، وتألفت هذه اللجنة من ثلاثين عضواً، وأتمت اللجنة عملها، ولكن الملك فؤاد لم يكن يميل إلى إصدار الدستور في هذا الوقت لأنه يقلص من سلطته.
رئيس مجلس الشيوخ (23 مايو 2926- 14 مارس 1928).
من أهم أعماله: الدفاع عن استقلال الجامعة الأهلية المصرية عن الحكومة.
توفي في 14 مارس عام 1928.

## مناصبه الوزارية
| الوزارة                | بداية الفترة | نهاية الفترة | مجلس الوزراء                  | عهد              |
| ---------------------- | ------------ | ------------ | ----------------------------- | ---------------- |
| وزير الأشغال العامة    | 28-أكتوبر-06 | 11-نوفمبر-08 | نظارة مصطفى فهمي باشا الثالثة | عباس حلمي الثاني |
| وزير العدل             | 12-نوفمبر-08 | 21-فبراير-10 | نظارة بطرس غالي باشا          | عباس حلمي الثاني |
| وزير الخارجية          | 23-فبراير-10 | 05-أبريل-14  | نظارة محمد سعيد باشا الأولى   | عباس حلمي الثاني |
| رئيس مجلس الوزراء      | 05-أبريل-14  | 19-ديسمبر-14 | نظارة حسين رشدي باشا الأولى   | عباس حلمي الثاني |
| وزير الداخلية          | 05-أبريل-14  | 19-ديسمبر-14 | نظارة حسين رشدي باشا الأولى   | حسين كامل        |
| رئيس مجلس الوزراء      | 19-ديسمبر-14 | 09-أكتوبر-17 | وزارة حسين رشدي باشا الثانية  | فؤاد الأول       |
| وزير الداخلية          | 19-ديسمبر-14 | 09-أكتوبر-17 | وزارة حسين رشدي باشا الثانية  | فؤاد الأول       |
| رئيس مجلس الوزراء      | 10-أكتوبر-17 | 09-أبريل-19  | وزارة حسين رشدي باشا الثالثة  | فؤاد الأول       |
| وزير الداخلية          | 10-أكتوبر-17 | 09-أبريل-19  | وزارة حسين رشدي باشا الثالثة  | فؤاد الأول       |
| رئيس مجلس الوزراء      | 09-أبريل-19  | 22-أبريل-19  | وزارة حسين رشدي باشا الرابعة  | فؤاد الأول       |
| وزير التربية والتعليم  | 09-أبريل-19  | 22-أبريل-19  | وزارة حسين رشدي باشا الرابعة  | فؤاد الأول       |
| نائب رئيس مجلس الوزراء | 16-مارس-21   | 24-ديسمبر-21 | وزارة عدلي يكن باشا الأولى    | فؤاد الأول       |

## رئاسته الوزارة الأولى

### حكومته
| الوزير               | الوزارة                                        |
| -------------------- | ---------------------------------------------- |
| أحمد حلمي            | نظارة المعارف العمومية                         |
| إسماعيل باشا صدقي    | نظارة الزراعة                                  |
| إسماعيل سري          | نظارة الأشغال العمومية، نظارة الحربية والبحرية |
| حسين رشدي باشا       | نظارة المالية                                  |
| عبد الخالق باشا ثروت | نظارة الحقانية                                 |
| عدلي باشا يكن        | نظارة الخارجية                                 |
| محمد باشا محب        | نظارة الأوقاف                                  |
| يوسف باشا وهبة       | نظارة الأوقاف                                  |

## رئاسته الوزارة الثانية

### حكومته
| الوزير               | الوزارة                                        |
| -------------------- | ---------------------------------------------- |
| إبراهيم باشا فتحي    | وزارة الأوقاف                                  |
| أحمد حلمي            | وزارة الزراعة                                  |
| إسماعيل باشا صدقي    | وزارة الأوقاف                                  |
| إسماعيل سري          | وزارة الأشغال العمومية، وزارة الحربية والبحرية |
| حسين رشدي باشا       | وزارة الداخلية                                 |
| عبد الخالق باشا ثروت | وزارة الحقانية                                 |
| عدلي باشا يكن        | وزارة المعارف العمومية                         |
| يوسف باشا وهبة       | وزارة المالية                                  |

## رئاسته الوزارة الثالثة

### حكومته
| الوزير               | الوزارة                                        |
| -------------------- | ---------------------------------------------- |
| إبراهيم باشا فتحي    | وزارة الأوقاف                                  |
| أحمد زيور باشا       | وزارة الأوقاف                                  |
| أحمد حلمي            | وزارة الزراعة                                  |
| إسماعيل سري          | وزارة الأشغال العمومية، وزارة الحربية والبحرية |
| حسين رشدي باشا       | وزارة الداخلية                                 |
| عبد الخالق باشا ثروت | وزارة الحقانية                                 |
| عدلي باشا يكن        | وزارة المعارف العمومية                         |
| يوسف باشا وهبة       | وزارة المالية                                  |

## رئاسته الوزارة الرابعة

### حكومته
| الوزير               | الوزارة                                        |
| -------------------- | ---------------------------------------------- |
| أحمد باشا مدحت يكن   | وزارة الزراعة                                  |
| جعفر والي باشا       | وزارة الأوقاف                                  |
| حسن باشا حسيب        | وزارة الأشغال العمومية، وزارة الحربية والبحرية |
| حسين رشدي باشا       | وزارة المعارف العمومية                         |
| عبد الخالق باشا ثروت | وزارة الحقانية                                 |
| عدلي باشا يكن        | وزارة الداخلية                                 |
| يوسف باشا وهبة       | وزارة المالية                                  |